# Los Corrales (Valencia)
Los Corrales de Utiel es una localidad del municipio de Utiel, en la Comunidad Valenciana, España. Perteneciente a la provincia de Valencia, situado en la comarca de Requena-Utiel y cerca del límite con la provincia de Cuenca. Situado a unos 6 km de Utiel, Los Corrales es la aldea más cercana a dicho municipio. Su población es de 250 habitantes (INE 2022), aunque en época estival se puede llegar a multiplicar notablemente.

## Historia
Los Corrales de Utiel ha sido tierra fronteriza e influenciable entre Castilla y Valencia desde tiempos remotos. En el siglo XII la zona estuvo bajo control almorávide dependiendo de la Valencia musulmana. Después pasaría a Castilla.
Durante la época medieval debió sufrir una importante regresión humana hasta que en los siglos XIV y XV surgen por estos parajes unas dehesas de ganados, en consonancia con los ramales de veredas que se frecuentaban en la época para trashumancia ganadera desde tierras castellanas a latitudes más bajas. Alguna de estas dehesas, en un cruce de caminos, pudo ser el inicio de esta aldea, la cual fue repoblándose lentamente como toda la zona hasta las roturaciones y reparto de tierras en el siglo XVIII, que fue cuando se consolidó como un grupo de población más estable y numerosa.
En el siglo XVI aparece en algún mapa el topónimo de Los Corrales, lo cual acredita su consolidación de población. En el 1752 tenía la aldea algo más de treinta vecinos. Posteriormente en el 1835 ocurrieron unos sucesos de la Guerra Carlista en nuestra aldea, y en el 1848 en el reinado de Isabel II, juntamente con la vecina aldea de Las Casas de Utiel, se emanciparon del núcleo de Utiel formando un municipio independiente, a instancias de D. Jaime Ramírez del Espuro, vecino y personaje hidalgo de notable trascendencia e importancia en nuestra aldea, aventura que concluyó en el 9 de enero de 1851.
En esta época según el censo de población hecho poco antes y firmado casualmente al día siguiente de la disposición real, la aldea contaba con 55 vecinos de los 227 habitantes.
La población fue en aumento en consonancia con las nuevas plantaciones y cultivo de vid, hasta pasada la mitad del siglo XX en que se inició un lento despoblamiento por el generalizado éxodo rural, hasta la actualidad en que la población se encuentra con cierta estabilidad, la cual es consecuencia de las buenas comunicaciones para las más variadas necesidades y servicios: a 6 km de la A-III que une Madrid con Valencia; a seis de Utiel por la VP-5026 y a 3 km de la N-330 hacia Teruel.
Por toda la zona hay abundantes restos de la colonización romana, con sus villas repartidas en varios parajes, sin duda alguna aprovechando ya entonces la fertilidad de estas tierras. En las inmediaciones de la aldea, en la ladera umbría (Norte) de una colina se hallaron restos de enterramientos prehistóricos en forma de cista, sencillo sin ajuar funerario. Posible necrópolis en terrenos hoy cultivados de vid.

## Geografía
Los Corrales tiene tierras de suelos muy fértiles con abundantes manantiales de agua que han favorecido el desarrollo de una agricultura muy productiva y en pasados tiempos una pujante ganadería como nos sugiere en nombre de la aldea. A través de los tiempos han sido manantiales en el entorno geográfico: la fuente de la Alberca, fuente de la Teja, fuente Cristal, fuente Caracierzo, fuente de la Bicuerca, Encaño del Cojo y las Fuentecillas, de las cuales alguna ha cesado su caudal por la sequía de años atrás y las otras siguen ofreciendo su agua fresca. Los corrales está situado aproximadamente a 786 m de altitud sobre el nivel del mar.
La aldea tiene un trazado urbano básicamente lineal, con calles paralelas y perpendiculares que revelan su trazado y crecimiento de población en la Edad Moderna y Contemporánea.

## Patrimonio
La iglesia parroquial de 1795, está dedicada a San Pedro Apóstol. Consta con planta de cruz latina de una sola nave sustentada con bóveda de cañón con lunetos laterales y un coro con ventana ojival en el centro. Tiene seis pequeñas capillas laterales y arcadas de medio punto, apoyadas en pilares de prisma cuadrangular y base en cruz griega con cúpula semiesférica sin linterna. Junto al altar mayor hay algunos azulejos importantes de cerámica azulada y enterramientos de benefactores. La torre-campanario está inspirada en el templete de San Pietro in Montorio de Roma, del arquitecto renacentista Bramante. Tuvo unas remodelaciones de la primitiva ermita, ampliando y añadiendo una cúpula semiesférica sin linterna. Junto al altar mayor hay algunos azulejos importantes de cerámica azulada.

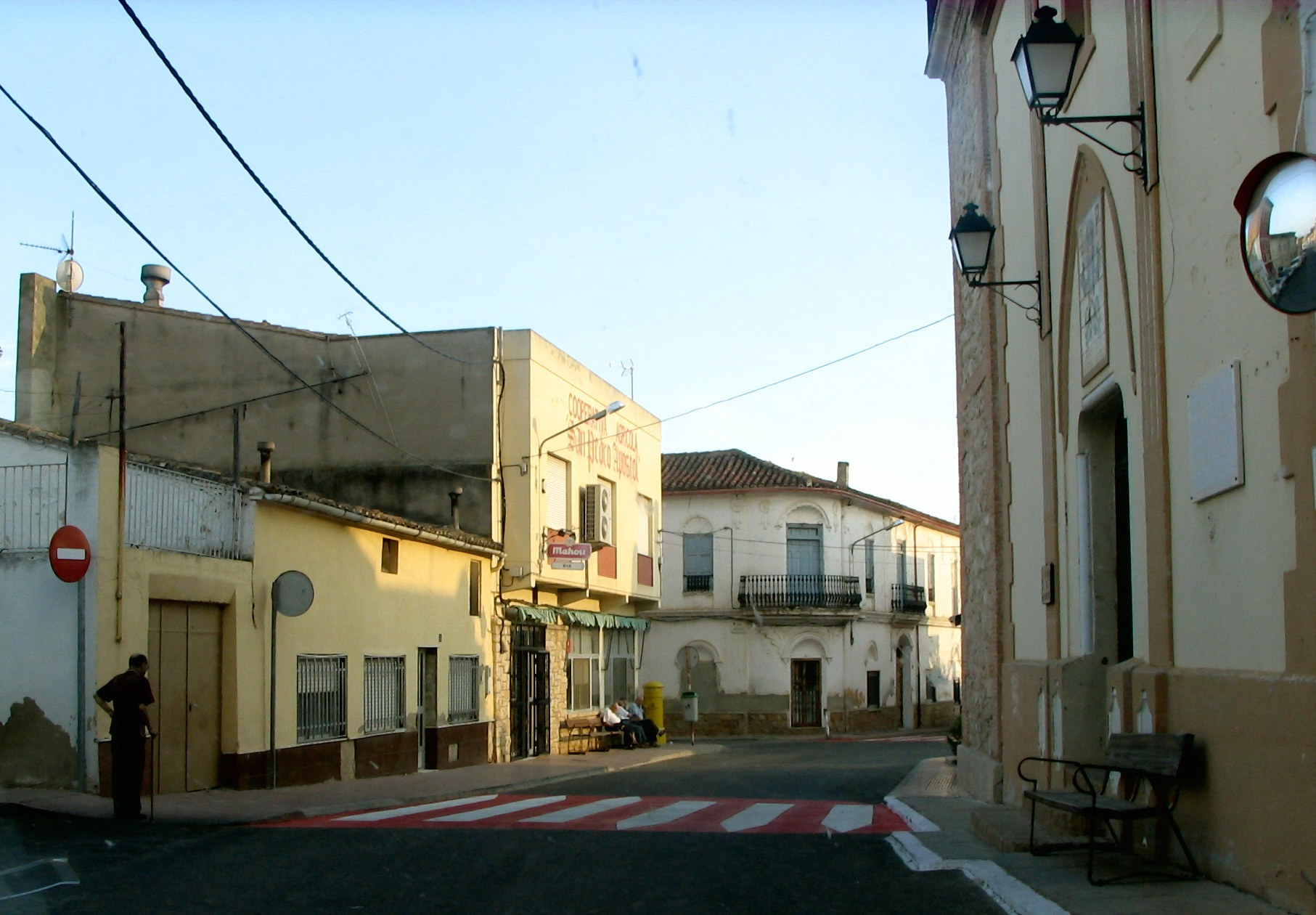
Vista de la calle Madrid

## Clima
Su clima podría ser clasificado como mediterráneo continentalizado, con una media de temperatura anual de 14 °C. y amplitud térmica de 17 °C a 18 °C., con unos inviernos fríos y largos (de nov. a marzo) de heladas frecuentes no superando la media de 10 °C; y unos veranos de fuertes temperaturas en las horas centrales y fresco al atardecer y las noches. Las temperaturas máximas son más elevadas que en el litoral y una escasa humedad relativa del aire. Sus precipitaciones son escasas e irregulares, con una media anual aproximada en torno a 450–550 mm, repartidos en dos periodos máximos y dos periodos mínimos.

## Fiestas locales
Hogueras de San Antón el 16 de enero, Carnavales en febrero, Semana Santa, y el Corpus, Patronales de San Pedro Apóstol el 29 de junio, La Vendimia entre el 12 y 18 de agosto. Los corrales es la única aldea de Utiel que sigue conservando la tradición de las damas y reinas de la fiesta de la vendimia, realizando una ofrenda floral a la virgen todos los años, las fiestas de los corrales suelen ser a la mitad de agosto pero son días diferentes cada año, suelen hacer presentaciones, orquestas y bailes.

## Gastronomía
La gastronomía es propia de las características geográficas de la zona, donde encontramos: la olla, las almortas, las patatas “picás”, arroz con bajocas, bollos de sardinas y “tajás magras”; morteruelo, migas dulces, y variedad de embutidos (longanizas, morcillas, chorizos, “güeña”).
En el apartado de dulces: “burruecos”, torrijas, buñuelos de patata, tortillas dulces y suspiros de almendra. Todo esto regado con excelentes vinos tintos y rosados de esmerada elaboración artesana. Hace años era extensivo también el cultivo de cereales, el cual se ha ido desplazando en beneficio del almendro, también hay bastantes olivos que colaboran en la economía con algo de huertas y ganadería estabulada porcina y cunicular, además de la ganadería de pastoreo ovina y caprina.

## Economía
La economía de la localidad es básicamente agropecuaria, destacando el cultivo de la vid para la obtención de excelentes vinos tintos y rosados, tradicionalmente con uva de la variedad bobal que actualmente se comparte con otras variedades como: tempranillo, garnacha, cencibel, macabeo, etc. Se destacan los embotellados de tintos como “Pozo Viejo”. Para ello cuenta con una magnífica bodega de la Cooperativa Agrícola San Pedro Apóstol, y cabe destacar la existencia de grandes parcelas y terrenos de fértiles viñedos que proveen anualmente a la Cooperativa agrícola San Pedro Apóstol, activa desde el año 1957, y cuyo grupo sindical posee el número 1145. Dicha bodega tiene una capacidad de 6 500 000 litros, con un promedio de cosecha anual de 4 500 000 kg de uva.

## Flora y fauna
Como flora característica encontramos: pinos, carrascas, quejigos, olmos, enebros, chopos, álamos, coscoja, romero, tomillo, ajedrea, espliego, aliaga, sabina, zarzamora, esparto, retama,... etc. En su fauna hay: jabalí, corzo, zorro, ardilla, conejo, liebre, erizo, lirón, gato montés, perdiz, codorniz, picaraza, zorzal, carbonero, collalba, cogullada, alondra, verdecillo, pardillo, jilguero...